# Dendrocalamus hirtellus
Dendrocalamus hirtellus là một loài thực vật có hoa trong họ Hòa thảo. Loài này được Ridl. mô tả khoa học đầu tiên năm 1916.